# John Borstlap
John Borstlap (født 4. November 1950 i Rotterdam, Holland) er en hollandsk komponist, pianist og forfatter.
Borstlap studerede komposition og klaver på Musikkonservatoriet i Rotterdam (1968-1973) hos bl.a. Otto Ketting og Theo Loevendie. Han modtog et stipendium så han kunne studere komposition videre på Cambridge Universitetet (1984-1986) hos Alexander Goehr. Borstlap har skrevet tre symfonier, orkesterværker, kammermusik, koncertmusik, operaer etc. Han forfattede også musikteoretiske værker såsom Den Klassiske Revolution (2013-2017). Borstlap vandt førsteprisen med sin violinkoncert (1974), ved en komponistkonkurrence ved Prins Pierre konkurrencen i Monaco. Han komponerede i moderne klassisk kompositions stil.

## Udvalgte værker
- Symfoni nr. 1 "Sinfonia" (1985-1988) - for kammerorkester
- Symfoni nr. 2 "Hyperions drøm" (2009) - for orkester
- Symfoni nr. 3 "Klassisk" (2013) - for orkester
- Violinkoncert (1974) - for violin og orkester